# Big Brother Brasil 11
Big Brother Brasil 11 foi a décima primeira temporada do reality show brasileiro Big Brother Brasil, exibida pela TV Globo entre 11 de janeiro e 29 de março de 2011, com 78 dias de confinamento, na faixa da programação especial O Verão Vem Quente na Globo.
Foi apresentado por Pedro Bial, produzido pela Endemol Globo e dirigido por José Bonifácio Brasil de Oliveira, o Boninho.
A temporada já havia sido confirmada em 2008, quando a emissora assinou um contrato com a Endemol, detentora dos direitos autorais do reality show.
A edição terminou com a vitória da atriz e modelo Maria Melillo, que recebeu 43% dos votos. O prêmio foi de R$ 1,5 milhão sem desconto de impostos, e um carro Fiat Uno Sporting.

## Geral
Para esta edição, a casa do programa passou por uma série de modificações em relação ao ambiente e estrutura. Pela primeira vez a casa contará com dois andares, com o quarto do Líder ficando nessa nova parte da casa, tendo o segundo andar a vista para a sala onde são feitos os contatos com o apresentador, a piscina foi remodelada em formato retangular, a academia foi projetada em ambiente de vidro com sistema de climatização solar, e no jardim foi montado um palco para os shows que eventualmente venham a acontecer no programa.

## O Jogo

### Divisão de casas
Os quatro grupos desta edição (Laranja, Verde, Azul e Vermelho) foram formados antes da estreia do programa, com cada participante escolhendo seus parceiros através da foto de seus olhos. Na primeira semana de programa, os grupos Laranja e Verde ocuparam a casa principal, e os grupos Azul e Vermelho ocuparam um acampamento provisório. Em 17 de janeiro, os brothers do acampamento tiveram direito a uma área dentro da casa principal, e a casa principal passou a ser chamada Lado A (o lado com mais estalecas), e esta segunda área, o Lado B (ou xepa, o lado com menos estalecas). Desde então, em cada prova da comida, são separados os grupos para determinar de que lado os confinados irão conviver na semana, com dois grupos de cada lado. Durante a prova da comida da 6ª semana, foi abolida a divisão da casa entre Lados A e B pelos grupos de cores.

### Paredão quádruplo
A décima primeira edição do programa teve a estreia de um "duplo Paredão duplo", chamado no programa de "Paredão quádruplo" por conter 4 participantes, em 28 de janeiro de 2011. O Líder deveria indicar um homem e uma mulher, e cada participante deveria fazer o mesmo no confessionário. Do resultado, os homens se enfrentariam num Paredão duplo, e as mulheres em outro duplo, ocorrendo simultaneamente. Os escolhidos para ir ao Paredão pelo Líder foram Rodrigo e Maria, e pela casa foram Rodrigão e Michelly. Dos dois paredões haveria duas eliminações, e Rodrigo e Michelly foram eliminados juntos.

### Novos participantes
Como regra do Paredão quádruplo de 28 de janeiro, dois novos participantes entrariam na casa no lugar dos dois eliminados deste. Adriana e Wesley entraram na casa durante o andamento do programa, em 30 de janeiro de 2011, ocupando o lugar dos dois eliminados no "Paredão quádruplo" (Adriana entrou no lugar de Michelly, no Grupo Verde, e Wesley entrou no lugar de Rodrigo, no Grupo Vermelho). Os dois novos participantes receberam imunidade na primeira semana após o Paredão que estava sendo formado. A troca dos participantes ganhou o nome de "BBB Entra e Sai", inspirado no Big Brother Swap, ocorrido em edições estrangeiras do programa.

### Casa de Vidro
Em 3 de fevereiro, a edição trouxe de volta a Casa de Vidro, também chamada de Bolha BBB, que surgiu pela primeira vez na nona edição do reality show. A Casa ficou novamente no shopping Via Parque, na zona oeste do Rio de Janeiro, e confinou os cinco primeiros eliminados do programa, Ariadna, Maurício, Rodrigo, Michelly e Igor. O público teve de escolher apenas um dos ex-participantes para voltar para o programa. Maurício foi o eleito, recebendo 40% dos votos, e retornou ao jogo em 6 de fevereiro. Ariadna recebeu 23% dos votos, Rodrigo ficou com 16%; já Michelly teve 15% do total, enquanto Igor recebeu apenas 6%.
| Candidato                            | Idade | Ocupação             | Origem                                | Resultado     |
| ------------------------------------ | ----- | -------------------- | ------------------------------------- | ------------- |
| Ariadna Thalia da Silva Arantes      | 26    | Cabeleireira         | Rio de Janeiro, Rio de Janeiro        | Não escolhida |
| Igor Gramani Serra                   | 25    | Barman e rapper      | São Paulo, São Paulo                  | Não escolhido |
| Luiz Maurício Bento Joaquim          | 27    | Músico               | Campos dos Goytacazes, Rio de Janeiro | Escolhido     |
| Michelly Cristina de Freitas Pereira | 27    | Promotora de eventos | São Paulo, São Paulo                  | Não escolhida |
| Rodrigo da Silva Carvalho            | 27    | Administrador        | Jaboatão dos Guararapes, Pernambuco   | Não escolhido |

### Sabotador
Outra novidade trazida pela décima primeira edição foi o Sabotador. Escolhido pelo público por meio de votação pela internet, o Sabotador precisava realizar missões dadas pela produção do programa para receber uma recompensa de dez mil reais. As missões estavam relacionadas com ações para prejudicar todo o grupo, como esconder algo. Ele devia concluir a missão sem que fosse descoberto pelos outros participantes. Cada um deles, por sua vez, poderiam ir ao confessionário apenas uma vez no programa para arriscar um palpite de quem seria Sabotador da vez. Caso o palpite estivesse correto o Sabotador perderia seu prêmio. O programa contou com dois sabotadores: Rodrigão e Diogo, nas duas primeiras semanas de programa. Apenas Rodrigão conseguiu concluir sua missão, mas perdeu o prêmio por revelar o segredo em sua eliminação. O Sabotador foi extinto a partir da 3ª semana. Depois, a própria direção do programa atuou como Sabotador, roubando objetos pessoais dos brothers, que não souberam do ocorrido, suspeitando um dos outros.

### Quarto do Terror
A consequência para os dois brothers mais votados na brincadeira de segunda-feira da sexta semana foi enfrentar o quarto do terror. Diana e Paula foram as escolhidas pela maioria da casa e deveriam ir para o quarto surpresa, chamado à ocasião de "quarto do terror". Nele, deviam encontrar duas chaves, entre duas mil espalhadas pelo chão, que abririam os dois cadeados existentes no quarto mal-iluminado, isso garantiria a saída das duas, deveriam realizar isso como prazo de dez horas. Caso não conseguissem sair nessas dez horas, o Líder da sétima semana teria de indicar uma das duas ao Paredão. Se concluíssem a tarefa, ambas as participantes teriam que escolher um dos emparedados. Os sacrifícios viriam um do lado da casa principal (entre Jaqueline, Maria, Rodrigão, Talula e Wesley), e outro do lado B (entre Daniel, Diogo, Janaína e Maurício). Os indicados seriam voluntários ou teriam que ser escolhidos por consenso de todos os brothers do seu grupo. Talula, da casa principal, se ofereceu para ir ao Paredão e Janaína, do lado B, fez o mesmo. Diana e Paula completaram a tarefa e abriram os dois cadeados em uma hora e meia, saindo do quarto do terror, e indicando Janaína para o Paredão da sétima semana.

## Shows e participações especiais
O programa recebeu os seguintes shows desde a sua estreia:
- 26 de janeiro - Bruno e Marrone (Festa Country)
- 29 de janeiro - André Marques (Festa Fusion)
- 16 de fevereiro - Preta Gil e o Bloco da Preta (Festa Folia)
- 19 de fevereiro - Aviões do Forró (Festa Forró)
- 23 de fevereiro - Chiclete com Banana (Festa Beijo)
- 26 de fevereiro - Evandro Mesquita (Festa Anos 70)
- 2 de março - Zezé Di Camargo e Luciano (Festa Boteco)
- 5 de março - Escola de Samba Grande Rio (Festa Carnaval)
- 9 de março - DJ Marlboro (Festa Dance Vibe)
- 12 de março - DJs Marcelo Maia e Bernard de Castejá (Festa Chilli Beans)
- 14 de março - Train (Show Train)
- 16 de março - Michel Teló, Fernando e Sorocaba e João Bosco e Vinícius (Festa Sertanejo Universitário)
- 19 de março - Paralamas do Sucesso (Festa Luau)
- 23 de março - Capital Inicial (Festa Boate)
- 29 de março - Jota Quest (Final)

## Participantes
- As informações referentes a profissão dos participantes estão de acordo com o momento em que ingressaram no programa.

| Participante                                                      | Data de nascimento | Ocupação                          | Origem                                | Resultado                                      | Ref.   |
| ----------------------------------------------------------------- | ------------------ | --------------------------------- | ------------------------------------- | ---------------------------------------------- | ------ |
| Maria Helena Jurado Melillo                                       | 22/11/1983         | Atriz e modelo                    | São Bernardo do Campo, São Paulo      | Vencedora em 29 de março de 2011               | [ 12 ] |
| Wesley Schunk Cunha                                               | 01/02/1986         | Médico                            | Vila Velha, Espírito Santo            | 2º lugar em 29 de março de 2011                | [ 13 ] |
| Daniel Barbosa Rolim                                              | 09/09/1970         | Administrador                     | Arcoverde, Pernambuco                 | 3º lugar em 29 de março de 2011                | [ 14 ] |
| Diana Reis Balsini                                                | 20/09/1981         | Produtora                         | Rio de Janeiro, Rio de Janeiro        | 15ª eliminada em 27 de março de 2011           | [ 15 ] |
| Rodrigo Gomes Simoni (Rodrigão)                                   | 26/07/1988         | Modelo                            | Maringá, Paraná                       | 14º eliminado em 22 de março de 2011           | [ 16 ] |
| Paula Cristina de Souza Leite                                     | 14/01/1987         | Estudante de farmácia             | Boa Vista, Roraima                    | 13ª eliminada em 20 de março de 2011           | [ 17 ] |
| Jaqueline Faria Louriçal                                          | 21/10/1983         | Dançarina e modelo                | Rio de Janeiro, Rio de Janeiro        | 12ª eliminada em 15 de março de 2011           | [ 18 ] |
| Luiz Maurício Bento Joaquim                                       | 14/04/1983         | Músico                            | Campos dos Goytacazes, Rio de Janeiro | 11º eliminado (2ª vez) em 13 de março de 2011  | [ 19 ] |
| Talula Pascoli                                                    | 28/07/1981         | Modelo                            | São Paulo, São Paulo                  | 10ª eliminada em 8 de março de 2011            | [ 20 ] |
| Diogo Tanos Rocha Pretto                                          | 21/10/1986         | Coreógrafo                        | Salvador, Bahia                       | 9º eliminado² em 1 de março de 2011            | [ 21 ] |
| Janaína dos Santos                                                | 03/03/1985         | Bailarina                         | São Paulo, São Paulo                  | 9ª eliminada² em 1 de março de 2011            | [ 22 ] |
| Adriana Ribeiro Sant'anna                                         | 06/02/1991         | Estudante de odontologia e modelo | Campos dos Goytacazes, Rio de Janeiro | 8ª eliminada em 22 de fevereiro de 2011        | [ 23 ] |
| Natália Cristina Pinto de Castro                                  | 21/09/1983         | Analista criminal                 | Coronel Fabriciano, Minas Gerais      | 7ª eliminada em 15 de fevereiro de 2011        | [ 24 ] |
| Lucival Nascimento França                                         | 06/02/1981         | Jornalista                        | Salvador, Bahia                       | 6º eliminado em 13 de fevereiro de 2011        | [ 25 ] |
| Cristiano Zanelato Amado Naya                                     | 24/03/1977         | Engenheiro mecatrônico            | São Paulo, São Paulo                  | 5º eliminado em 8 de fevereiro de 2011         | [ 26 ] |
| Repescagem: Luiz Maurício Bento Joaquim em 6 de fevereiro de 2011 |                    |                                   |                                       |                                                |        |
| Igor Gramani Serra                                                | 30/11/1985         | Barman e rapper                   | São Paulo, São Paulo                  | 4º eliminado em 1 de fevereiro de 2011         | [ 27 ] |
| Michelly Cristina de Freitas Pereira                              | 14/08/1983         | Promotora de eventos              | São Paulo, São Paulo                  | 3ª eliminada¹ em 30 de janeiro de 2011         | [ 28 ] |
| Rodrigo da Silva Carvalho                                         | 29/01/1984         | Administrador                     | Jaboatão dos Guararapes, Pernambuco   | 3º eliminado¹ em 30 de janeiro de 2011         | [ 29 ] |
| Luiz Maurício Bento Joaquim                                       | 14/04/1983         | Músico                            | Campos dos Goytacazes, Rio de Janeiro | 2º eliminado (1ª vez) em 25 de janeiro de 2011 | [ 19 ] |
| Ariadna Thalia da Silva Arantes                                   | 03/06/1984         | Cabeleireira                      | Rio de Janeiro, Rio de Janeiro        | 1ª eliminada em 18 de janeiro de 2011          | [ 30 ] |

Nota 1: Michelly e Rodrigo foram eliminados simultaneamente em 30 de janeiro de 2011.

Nota 2: Diogo e Janaína foram eliminados simultaneamente em 1 de março de 2011.

## Histórico
| Líder               | Líder               | Cristiano                 | Natália                       | Igor                       | Igor                       | Talula                  | (nenhum)                               | Jaqueline                   | Wesley                    | Talula                    | Maria                      | Daniel                    | Rodrigão                 | Paula                      | Daniel                      | Rodrigão                | Wesley                     | Daniel                  | (nenhum)               |    |  |  |
| Anjo                | Anjo                | Natália                   | Daniel                        | Maria                      | Maria                      | (nenhum)                | (nenhum)                               | Daniel                      | Maurício                  | (nenhum)                  | Paula                      | Janaína                   | Diana                    | Maurício                   | (nenhum)                    | (nenhum)                | Wesley                     | (nenhum)                | (nenhum)               |    |  |  |
| Imunizado           | Imunizado           | Rodrigão                  | Talula                        | Talula                     | Talula                     | (nenhum)                | (nenhum)                               | Lucival                     | Rodrigão                  | (nenhum)                  | Maurício                   | Diana                     | Diana                    | Rodrigão                   | (nenhum)                    | (nenhum)                | Maria                      | (nenhum)                | (nenhum)               |    |  |  |
| Big Fone            | Big Fone            | Rodrigão                  | Maurício                      | Natália                    | Natália                    | (nenhum)                | (nenhum)                               | (nenhum)                    | Adriana                   | (nenhum)                  | Rodrigão                   | (nenhum)                  | Jaqueline                | Daniel                     | (nenhum)                    | Maria                   | (nenhum)                   | (nenhum)                | (nenhum)               |    |  |  |
| Indicado (Big Fone) | Indicado (Big Fone) | Lucival                   | (nenhum)                      | (nenhum)                   | (nenhum)                   | (nenhum)                | (nenhum)                               | (nenhum)                    | Diana                     | (nenhum)                  | Rodrigão                   | (nenhum)                  | Wesley                   | Maurício                   | (nenhum)                    | Paula                   | Daniel Diana Rodrigão      | Diana Maria Wesley      | (nenhum)               |    |  |  |
| Indicado (Líder)    | Indicado (Líder)    | Ariadna                   | Maurício                      | Rodrigo                    | Maria                      | Igor                    | (nenhum)                               | Cristiano                   | Natália                   | Adriana                   | Adriana                    | Diogo                     | Talula                   | Wesley                     | Jaqueline                   | Diana                   | Daniel Diana Rodrigão      | Diana Maria Wesley      | (nenhum)               |    |  |  |
| Indicado (Casa)     | Indicado (Casa)     | Janaína                   | Diogo                         | Rodrigão                   | Michelly                   | Diana                   | (nenhum)                               | Rodrigão                    | Lucival                   | Natália                   | Wesley                     | Paula                     | Daniel                   | Diana                      | Rodrigão                    | Wesley                  | Daniel Diana Rodrigão      | Diana Maria Wesley      | (nenhum)               |    |  |  |
|                     |                     |                           |                               |                            |                            |                         |                                        |                             |                           |                           |                            |                           |                          |                            |                             |                         |                            |                         |                        |    |  |  |
|                     | Maria               | Janaína                   | Michelly                      | Lucival                    | Michelly                   | Natália                 | Casa BBB                               | Janaína                     | Lucival                   | Natália                   | Wesley                     | Wesley                    | Maurício                 | Diana                      | Rodrigão                    | Wesley                  | Salva                      | Paredão                 | Vencedora (Dia 78)     | 6  |  |  |
|                     | Wesley              | Ausente                   | Ausente                       | Ausente                    | Ausente                    | Ausente                 | Casa BBB                               | Natália                     | Líder                     | Natália                   | Janaína                    | Paula                     | Jaqueline                | Jaqueline                  | Paula                       | Daniel                  | Líder                      | Paredão                 | 2º lugar (Dia 78)      | 18 |  |  |
|                     | Daniel              | Diogo                     | Diogo                         | Rodrigão                   | Natália                    | Natália                 | Casa BBB                               | Rodrigão                    | Diogo                     | Diogo                     | Diogo                      | Líder                     | Paula                    | Jaqueline                  | Rodrigão                    | Wesley                  | Paredão                    | Líder                   | 3º lugar (Dia 78)      | 7  |  |  |
|                     | Diana               | Diogo                     | Diogo                         | Rodrigão                   | Michelly                   | Cristiano               | Casa BBB                               | Rodrigão                    | Adriana                   | Wesley                    | Wesley                     | Maurício                  | Maurício                 | Jaqueline                  | Rodrigão                    | Maria                   | Paredão                    | Paredão                 | Eliminada (Dia 76)     | 23 |  |  |
|                     | Rodrigão            | Não elegível              | Michelly                      | Diogo                      | Diana                      | Diana                   | Casa BBB                               | Paula                       | Lucival                   | Natália                   | Diana                      | Paula                     | Daniel                   | Diana                      | Diana                       | Líder                   | Paredão                    | Eliminado (Dia 71)      | Eliminado (Dia 71)     | 21 |  |  |
|                     | Paula               | Diogo                     | Diogo                         | Rodrigão                   | Diana                      | Janaína                 | Casa BBB                               | Rodrigão                    | Diogo                     | Rodrigão                  | Janaína                    | Rodrigão                  | Daniel                   | Líder                      | Wesley                      | Wesley                  | Eliminada (Dia 69)         | Eliminada (Dia 69)      | Eliminada (Dia 69)     | 12 |  |  |
|                     | Jaqueline           | Janaína                   | Diogo                         | Cristiano                  | Michelly                   | Cristiano               | Casa BBB                               | Líder                       | Lucival                   | Wesley                    | Wesley                     | Wesley                    | Daniel                   | Diana                      | Wesley                      | Eliminada (Dia 64)      | Eliminada (Dia 64)         | Eliminada (Dia 64)      | Eliminada (Dia 64)     | 11 |  |  |
|                     | Maurício            | Janaína                   | Michelly                      | Eliminado (Dia 15)         | Eliminado (Dia 15)         | Eliminado (Dia 15)      | Bolha BBB                              | Eliminado (Dia 15)          | Lucival                   | Natália                   | Diana                      | Talula                    | Daniel                   | Diana                      | Eliminado (Dia 62)          | Eliminado (Dia 62)      | Eliminado (Dia 62)         | Eliminado (Dia 62)      | Eliminado (Dia 62)     | 7  |  |  |
|                     | Talula              | Janaína                   | Cristiano                     | Rodrigão                   | Michelly                   | Líder                   | Casa BBB                               | Rodrigão                    | Adriana                   | Líder                     | Janaína                    | Wesley                    | Maurício                 | Eliminada (Dia 57)         | Eliminada (Dia 57)          | Eliminada (Dia 57)      | Eliminada (Dia 57)         | Eliminada (Dia 57)      | Eliminada (Dia 57)     | 2  |  |  |
|                     | Diogo               | Diana                     | Diana                         | Daniel                     | Diana                      | Diana                   | Casa BBB                               | Paula                       | Lucival                   | Natália                   | Paula                      | Paula                     | Eliminado (Dia 50)       | Eliminado (Dia 50)         | Eliminado (Dia 50)          | Eliminado (Dia 50)      | Eliminado (Dia 50)         | Eliminado (Dia 50)      | Eliminado (Dia 50)     | 17 |  |  |
|                     | Janaína             | Rodrigo                   | Rodrigão                      | Rodrigão                   | Paula                      | Cristiano               | Casa BBB                               | Rodrigão                    | Maria                     | Jaqueline                 | Wesley                     | Paula                     | Eliminada (Dia 50)       | Eliminada (Dia 50)         | Eliminada (Dia 50)          | Eliminada (Dia 50)      | Eliminada (Dia 50)         | Eliminada (Dia 50)      | Eliminada (Dia 50)     | 12 |  |  |
|                     | Adriana             | Ausente                   | Ausente                       | Ausente                    | Ausente                    | Ausente                 | Casa BBB                               | Diana                       | Lucival                   | Paula                     | Diana                      | Eliminada (Dia 43)        | Eliminada (Dia 43)       | Eliminada (Dia 43)         | Eliminada (Dia 43)          | Eliminada (Dia 43)      | Eliminada (Dia 43)         | Eliminada (Dia 43)      | Eliminada (Dia 43)     | 4  |  |  |
|                     | Natália             | Maurício                  | Diogo                         | Diogo                      | Jaqueline                  | Maria                   | Casa BBB                               | Rodrigão                    | Diogo                     | Wesley                    | Eliminada (Dia 36)         | Eliminada (Dia 36)        | Eliminada (Dia 36)       | Eliminada (Dia 36)         | Eliminada (Dia 36)          | Eliminada (Dia 36)      | Eliminada (Dia 36)         | Eliminada (Dia 36)      | Eliminada (Dia 36)     | 10 |  |  |
|                     | Lucival             | Rodrigo                   | Rodrigão                      | Rodrigão                   | Jaqueline                  | Jaqueline               | Casa BBB                               | Rodrigão                    | Jaqueline                 | Eliminado (Dia 34)        | Eliminado (Dia 34)         | Eliminado (Dia 34)        | Eliminado (Dia 34)       | Eliminado (Dia 34)         | Eliminado (Dia 34)          | Eliminado (Dia 34)      | Eliminado (Dia 34)         | Eliminado (Dia 34)      | Eliminado (Dia 34)     | 8  |  |  |
|                     | Cristiano           | Líder                     | Rodrigo                       | Diogo                      | Diana                      | Diana                   | Casa BBB                               | Diana                       | Eliminado (Dia 29)        | Eliminado (Dia 29)        | Eliminado (Dia 29)         | Eliminado (Dia 29)        | Eliminado (Dia 29)       | Eliminado (Dia 29)         | Eliminado (Dia 29)          | Eliminado (Dia 29)      | Eliminado (Dia 29)         | Eliminado (Dia 29)      | Eliminado (Dia 29)     | 6  |  |  |
|                     | Igor                | Diana                     | Rodrigo                       | Líder                      | Líder                      | Diana                   | Bolha BBB                              | Eliminado (Dia 22)          | Eliminado (Dia 22)        | Eliminado (Dia 22)        | Eliminado (Dia 22)         | Eliminado (Dia 22)        | Eliminado (Dia 22)       | Eliminado (Dia 22)         | Eliminado (Dia 22)          | Eliminado (Dia 22)      | Eliminado (Dia 22)         | Eliminado (Dia 22)      | Eliminado (Dia 22)     | 1  |  |  |
|                     | Michelly            | Maria                     | Maria                         | Rodrigão                   | Jaqueline                  | Eliminada (Dia 20)      | Bolha BBB                              | Eliminada (Dia 20)          | Eliminada (Dia 20)        | Eliminada (Dia 20)        | Eliminada (Dia 20)         | Eliminada (Dia 20)        | Eliminada (Dia 20)       | Eliminada (Dia 20)         | Eliminada (Dia 20)          | Eliminada (Dia 20)      | Eliminada (Dia 20)         | Eliminada (Dia 20)      | Eliminada (Dia 20)     | 9  |  |  |
|                     | Rodrigo             | Janaína                   | Michelly                      | Daniel                     | Michelly                   | Eliminado (Dia 20)      | Bolha BBB                              | Eliminado (Dia 20)          | Eliminado (Dia 20)        | Eliminado (Dia 20)        | Eliminado (Dia 20)         | Eliminado (Dia 20)        | Eliminado (Dia 20)       | Eliminado (Dia 20)         | Eliminado (Dia 20)          | Eliminado (Dia 20)      | Eliminado (Dia 20)         | Eliminado (Dia 20)      | Eliminado (Dia 20)     | 5  |  |  |
|                     | Ariadna             | Janaína                   | Eliminada (Dia 8)             | Eliminada (Dia 8)          | Eliminada (Dia 8)          | Eliminada (Dia 8)       | Bolha BBB                              | Eliminada (Dia 8)           | Eliminada (Dia 8)         | Eliminada (Dia 8)         | Eliminada (Dia 8)          | Eliminada (Dia 8)         | Eliminada (Dia 8)        | Eliminada (Dia 8)          | Eliminada (Dia 8)           | Eliminada (Dia 8)       | Eliminada (Dia 8)          | Eliminada (Dia 8)       | Eliminada (Dia 8)      | 1  |  |  |
|                     |                     |                           |                               |                            |                            |                         |                                        |                             |                           |                           |                            |                           |                          |                            |                             |                         |                            |                         |                        |    |  |  |
| Notas               | Notas               | [1][2][3]                 | [4][5][6][7]                  | [8][9]                     | [8][9]                     | [10]                    | [11]                                   | [12]                        | [13]                      | (nenhuma)                 | [14][15]                   | [16][17][18]              | [19][20][21]             | [22]                       | [23][24]                    | [25]                    | [26]                       | [27]                    | [28]                   |    |  |  |
| Paredão             | Paredão             | Ariadna Janaína Lucival   | Diogo Maurício                | Rodrigão Rodrigo           | Maria Michelly             | Diana Igor              | Ariadna Igor Maurício Michelly Rodrigo | Cristiano Rodrigão          | Diana Lucival Natália     | Adriana Natália           | Adriana Rodrigão Wesley    | Diogo Janaína Paula       | Daniel Talula Wesley     | Diana Maurício Wesley      | Jaqueline Rodrigão Wesley   | Diana Paula Wesley      | Daniel Diana Rodrigão      | Diana Maria Wesley      | Daniel Maria Wesley    |    |  |  |
| Eliminado           | Eliminado           | Ariadna 49% para eliminar | Maurício 50,81% para eliminar | Rodrigo 62% para eliminar  | Michelly 56% para eliminar | Igor 55% para eliminar  | Maurício 40% para retornar             | Cristiano 78% para eliminar | Lucival 48% para eliminar | Natália 54% para eliminar | Adriana 45% para eliminar  | Diogo 44% para eliminar   | Talula 61% para eliminar | Maurício 63% para eliminar | Jaqueline 63% para eliminar | Paula 63% para eliminar | Rodrigão 51% para eliminar | Diana 75% para eliminar | Daniel 26% para vencer |    |  |  |
| Eliminado           | Eliminado           | Ariadna 49% para eliminar | Maurício 50,81% para eliminar | Rodrigo 62% para eliminar  | Michelly 56% para eliminar | Igor 55% para eliminar  | Maurício 40% para retornar             | Cristiano 78% para eliminar | Lucival 48% para eliminar | Natália 54% para eliminar | Adriana 45% para eliminar  | Janaína 33% para eliminar | Talula 61% para eliminar | Maurício 63% para eliminar | Jaqueline 63% para eliminar | Paula 63% para eliminar | Rodrigão 51% para eliminar | Diana 75% para eliminar | Wesley 31% para vencer |    |  |  |
| Outras %            | Outras %            | Lucival 27% para eliminar | Diogo 49,19% para eliminar    | Rodrigão 38% para eliminar | Maria 44% para eliminar    | Diana 45% para eliminar | Ariadna 23% para retornar              | Rodrigão 22% para eliminar  | Diana 41% para eliminar   | Adriana 46% para eliminar | Wesley 43% para eliminar   | Paula 23% para eliminar   | Wesley 31% para eliminar | Diana 34% para eliminar    | Rodrigão 20% para eliminar  | Diana 34% para eliminar | Diana 43% para eliminar    | Maria 16% para eliminar | Maria 43% para vencer  |    |  |  |
| Outras %            | Outras %            | Lucival 27% para eliminar | Diogo 49,19% para eliminar    | Rodrigão 38% para eliminar | Maria 44% para eliminar    | Diana 45% para eliminar | Rodrigo 16% para retornar              | Rodrigão 22% para eliminar  | Diana 41% para eliminar   | Adriana 46% para eliminar | Wesley 43% para eliminar   | Paula 23% para eliminar   | Wesley 31% para eliminar | Diana 34% para eliminar    | Rodrigão 20% para eliminar  | Diana 34% para eliminar | Diana 43% para eliminar    | Maria 16% para eliminar | Maria 43% para vencer  |    |  |  |
| Outras %            | Outras %            | Janaína 24% para eliminar | Diogo 49,19% para eliminar    | Rodrigão 38% para eliminar | Maria 44% para eliminar    | Diana 45% para eliminar | Michelly 15% para retornar             | Rodrigão 22% para eliminar  | Natália 11% para eliminar | Adriana 46% para eliminar | Rodrigão 12% para eliminar | Paula 23% para eliminar   | Daniel 8% para eliminar  | Wesley 3% para eliminar    | Wesley 17% para eliminar    | Wesley 3% para eliminar | Daniel 6% para eliminar    | Wesley 9% para eliminar | Maria 43% para vencer  |    |  |  |
| Outras %            | Outras %            | Janaína 24% para eliminar | Diogo 49,19% para eliminar    | Rodrigão 38% para eliminar | Maria 44% para eliminar    | Diana 45% para eliminar | Igor 6% para retornar                  | Rodrigão 22% para eliminar  | Natália 11% para eliminar | Adriana 46% para eliminar | Rodrigão 12% para eliminar | Paula 23% para eliminar   | Daniel 8% para eliminar  | Wesley 3% para eliminar    | Wesley 17% para eliminar    | Wesley 3% para eliminar | Daniel 6% para eliminar    | Wesley 9% para eliminar | Maria 43% para vencer  |    |  |  |
| Votos               | Votos               | Não divulgado             | Não divulgado                 | Não divulgado              | Não divulgado              | Não divulgado           | Não divulgado                          | Não divulgado               | Não divulgado             | Não divulgado             | Não divulgado              | Não divulgado             | Não divulgado            | Não divulgado              | Não divulgado               | Não divulgado           | Não divulgado              | Não divulgado           | 51.108.875             |    |  |  |

### Legenda
|  | Começou no Grupo Laranja  |           |                           | Começou no Grupo Azul |
|  | Começou no Grupo Verde    |           | Começou no Grupo Vermelho |                       |
|  | Esteve no Quarto Surpresa | Bolha BBB | Esteve na Bolha de Vidro  |                       |

### Tá com Tudo / Tá com Nada
|           | Sem 1 | Sem 2 | Sem 3 | Sem 4 | Sem 5 | Sem 6 | Sem 7 | Sem 8 | Sem 9 | Sem 10 | Sem 11 |
| --------- | ----- | ----- | ----- | ----- | ----- | ----- | ----- | ----- | ----- | ------ | ------ |
| Maria     | TcN   | TcN   | TcT   | TcN   | TcN   | TcT   | TcT   | TcT   | TcT   | TcT    | TcT    |
| Wesley    |       |       |       | TcN   | TcN   | TcT   | TcT   | TcT   | TcT   | TcN    | TcT    |
| Daniel    | TcN   | TcN   | TcT   | TcN   | TcT   | TcN   | TcN   | TcN   | TcN   | TcT    | TcT    |
| Diana     | TcN   | TcN   | TcT   | TcT   | TcT   | TcN   | TcN   | TcN   | TcN   | TcT    | TcT    |
| Rodrigão  | TcN   | TcN   | TcN   | TcT   | TcN   | TcT   | TcT   | TcT   | TcT   | TcN    |        |
| Paula     | TcT   | TcT   | TcT   | TcN   | TcN   | TcT   | TcT   | TcT   | TcT   | TcN    |        |
| Jaqueline | TcN   | TcN   | TcT   | TcN   | TcN   | TcT   | TcT   | TcT   | TcN   |        |        |
| Maurício  | TcN   | TcN   |       |       | TcT   | TcN   | TcN   | TcN   | TcN   |        |        |
| Talula    | TcN   | TcN   | TcT   | TcN   | TcN   | TcT   | TcT   | TcN   |       |        |        |
| Diogo     | TcT   | TcT   | TcN   | TcT   | TcN   | TcN   | TcN   |       |       |        |        |
| Janaína   | TcT   | TcT   | TcN   | TcT   | TcT   | TcN   | TcN   |       |       |        |        |
| Adriana   |       |       |       | TcT   | TcT   | TcN   |       |       |       |        |        |
| Natália   | TcT   | TcT   | TcN   | TcT   | TcT   |       |       |       |       |        |        |
| Lucival   | TcT   | TcT   | TcN   | TcN   | TcT   |       |       |       |       |        |        |
| Cristiano | TcT   | TcT   | TcN   | TcT   |       |       |       |       |       |        |        |
| Igor      | TcT   | TcT   | TcN   |       |       |       |       |       |       |        |        |
| Michelly  | TcT   | TcT   | TcN   |       |       |       |       |       |       |        |        |
| Rodrigo   | TcN   | TcN   | TcT   |       |       |       |       |       |       |        |        |
| Ariadna   | TcN   |       |       |       |       |       |       |       |       |        |        |

## Classificação geral
| Pos.  | Participante       | Meio de indicação                | % dos votos | Eliminado em |
| ----- | ------------------ | -------------------------------- | ----------- | ------------ |
| 1     | Maria Melillo      | Finalista                        | 43%         | —            |
| 2     | Wesley Schunk      | Finalista                        | 31%         | —            |
| 3     | Daniel Rolim       | Finalista                        | 26%         | —            |
| 4     | Diana Balsini      | Prova do Líder                   | 75%         | Semana 11    |
| 5     | Rodrigão Gomes     | Líder (Wesley)                   | 51%         | Semana 10    |
| 6     | Paula Leite        | Big Fone (Maria)                 | 63%         | Semana 10    |
| 7     | Jaqueline Faria    | Líder (Daniel)                   | 63%         | Semana 9     |
| 8     | Maurício Joaquim   | Big Fone (Daniel)                | 63%         | Semana 9     |
| 9     | Talula Pascoli     | Líder (Rodrigão)                 | 61%         | Semana 8     |
| 10–11 | Diogo Pretto       | Líder (Daniel)                   | 44%         | Semana 7     |
| 10–11 | Janaína dos Santos | Quarto do Terror (Diana e Paula) | 33%         | Semana 7     |
| 12    | Adriana Sant'anna  | Líder (Maria)                    | 45%         | Semana 6     |
| 13    | Natália Castro     | Casa (5 votos)                   | 54%         | Semana 5     |
| 14    | Lucival França     | Casa (6 votos)                   | 48%         | Semana 5     |
| 15    | Cristiano Naya     | Líder (Jaqueline)                | 78%         | Semana 4     |
| 16    | Igor Serra         | Líder (Talula)                   | 55%         | Semana 3     |
| 17–18 | Michelly Freitas   | Casa (5 votos)                   | 56%         | Semana 3     |
| 17–18 | Rodrigo Carvalho   | Líder (Igor)                     | 62%         | Semana 3     |
| Ret.  | Maurício Joaquim   | Líder (Natália)                  | 50,81%      | Semana 2     |
| 19    | Ariadna Arantes    | Líder (Cristiano)                | 49%         | Semana 1     |

## Audiência
Todos os números estão em pontos e são fornecidos pelo IBOPE. A aferição refere-se apenas à cidade de São Paulo, sem valor nacional.
Fonte:
| Data de transmissão | SEG             | TER             | QUA             | QUI             | SEX             | SÁB             | DOM             | Média semanal |
| ------------------- | --------------- | --------------- | --------------- | --------------- | --------------- | --------------- | --------------- | ------------- |
| 11/01 a 16/01       | —               | 35              | 33              | 30              | 31              | 25              | 22              | 29            |
| 17/01 a 23/01       | 29              | 28              | 27              | 24              | 26              | 21              | 18              | 25            |
| 24/01 a 30/01       | 26              | 27              | 30              | 26              | 26              | 21              | 23              | 26            |
| 31/01 a 06/02       | 29              | 28              | 33              | 26              | 24              | 20              | 18              | 25            |
| 07/02 a 13/02       | 29              | 28              | 29              | 25              | 26              | 19              | 20              | 25            |
| 14/02 a 20/02       | 28              | 26              | 28              | 26              | 24              | 22              | 17              | 24            |
| 21/02 a 27/02       | 26              | 26              | 32              | 24              | 28              | 22              | 18              | 25            |
| 28/02 a 06/03       | 27              | 27              | 31              | 26              | 31              | 22              | 16              | 26            |
| 07/03 a 13/03       | 29              | 25              | 32              | 26              | 25              | 23              | 20              | 26            |
| 14/03 a 20/03       | 24              | 23              | 30              | 26              | 25              | 24              | 17              | 24            |
| 21/03 a 27/03       | 27              | 26              | 29              | 22              | 26              | 23              | 20              | 24            |
| 28/04 a 29/03       | 29              | 29              | —               | —               | —               | —               | —               | 29            |
| 11/01 a 29/03       | Média da edição | Média da edição | Média da edição | Média da edição | Média da edição | Média da edição | Média da edição | 26            |

Cada ponto,em 2011,representava 58.000 domicílios em São Paulo.